# Gneu Genuci
Gneu Genuci (en llatí Cnaeus Genucius) va ser un magistrat romà.
Va ser tribú de la plebs l'any 473 aC i va defensar amb vehemència la llei agrària d'Espuri Cassi aprovada el 476 aC. Acusats d'eludir la llei va presentar una acusació formal contra els cònsols Luci Furi i Gneu Manli, cònsols del 474 aC. Alarmats els patricis van assassinar Genuci al seu propi llit, la nit abans que l'acusació fos portada davant el poble.